# لبلیا
لبلیا (نام علمی: Lobelia) نام یک سرده از تیره گل‌استکانیان است.